# Wiktor Grigorjewitsch Gluschkow
Wiktor Grigorjewitsch Gluschkow, russisch Виктор Григорьевич Глушков, (* 10. Märzjul. / 22. März 1883greg. in Werny, Russisches Kaiserreich; † 23. Mai 1937 in Leningrad) war ein sowjetischer Hydrologe und Wasserbauingenieur. 1937 wurde er Opfer des Großen Terrors.

## Leben
Nach Abschluss des Gymnasiums ging Gluschkow 1901 nach Sankt Petersburg, wo er am Institut für Eisenbahningenieure studierte. Nach Abschluss des Studiums im Jahr 1907 wurde er nach Westeuropa geschickt, wo er in Deutschland, Frankreich und Italien Stauseen untersuchte und über deren Verschlammung eine wissenschaftliche Arbeit verfasste, die von der Kaiserlichen Russischen Geographischen Gesellschaft prämiert wurde. Nach seinem Auslandsaufenthalt ging er nach Zentralasien, wo er neben einer organisatorischen Tätigkeit wichtige Arbeiten zur Hydrologie und Hydrometrie leistete. Nach seiner mehrjährigen Tätigkeit in Zentralasien kehrte er nach Petrograd zurück und leitete dort bis 1920 die hydrometrische Abteilung für den europäischen Teil Russlands. In den ersten Jahren der Sowjetmacht leitete er weiterhin die hydrometrische Abteilung, war in der Akademie der Wissenschaften aktiv und übernahm die Leitung eines Büros, das die Nutzung der Wasserkraft für die Elektrifizierung der nördlichen Region Russlands organisierte. Dieses Büro wurde später die Petrograder Filiale des GOELRO-Plans.
Ab 1922 war er vierzehn Jahre lang Direktor des Staatlichen Hydrologischen Instituts. Gluschkow war an der Planung wasserwirtschaftlicher Maßnahmen bei verschiedenen Großprojekten beteiligt, so z. B. bei der Projektierung des Wolga-Don-Kanals und eines Wasserkraftwerks an der Kura.
1932 wurde Gluschkow zum korrespondierenden Mitglied der Akademie der Wissenschaften der UdSSR gewählt. Der Akademie der Landwirtschaftswissenschaften der UdSSR gehörte er ebenfalls als Mitglied an.
Am 25. Dezember 1936 wurde er während eines Kuraufenthalts in Kislowodsk verhaftet, nach Leningrad gebracht und dort unter der Anschuldigung, „Mitglied einer organisierten Terrorgruppe“ zu sein, zum Tod verurteilt und am 23. Mai 1937 hingerichtet. Im März 1956 wurde er rehabilitiert.